# Hit by pitch

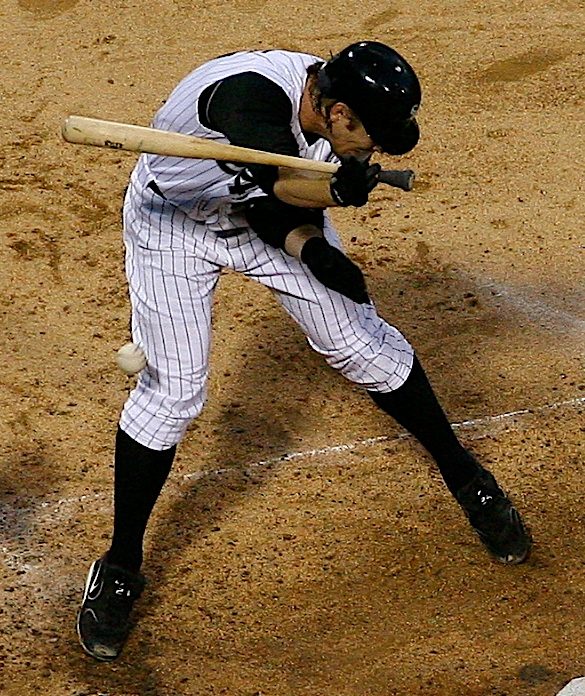
En slagman efter en hit by pitch.

Hit by pitch (förkortat HBP), även kallat hit batsman (förkortat HB), är en statistisk kategori i baseboll.
En hit by pitch innebär att en slagman eller någon del av hans utrustning (förutom basebollträt) träffas av ett kast från pitchern. En hit by pitch medför att slagmannen får avancera till första bas, förutsatt att domaren bedömer att slagmannen gjorde ett försök att undvika att bli träffad av kastet. För slagmannen protokollförs detta som en hit by pitch och för pitchern som en hit batsman.
En hit by pitch räknas inte som en hit och ger inte slagmannen en at bat, däremot en plate appearance. Detta innebär att en hit by pitch inte påverkar slagmannens slaggenomsnitt men höjer hans on-base percentage.

## Taktik

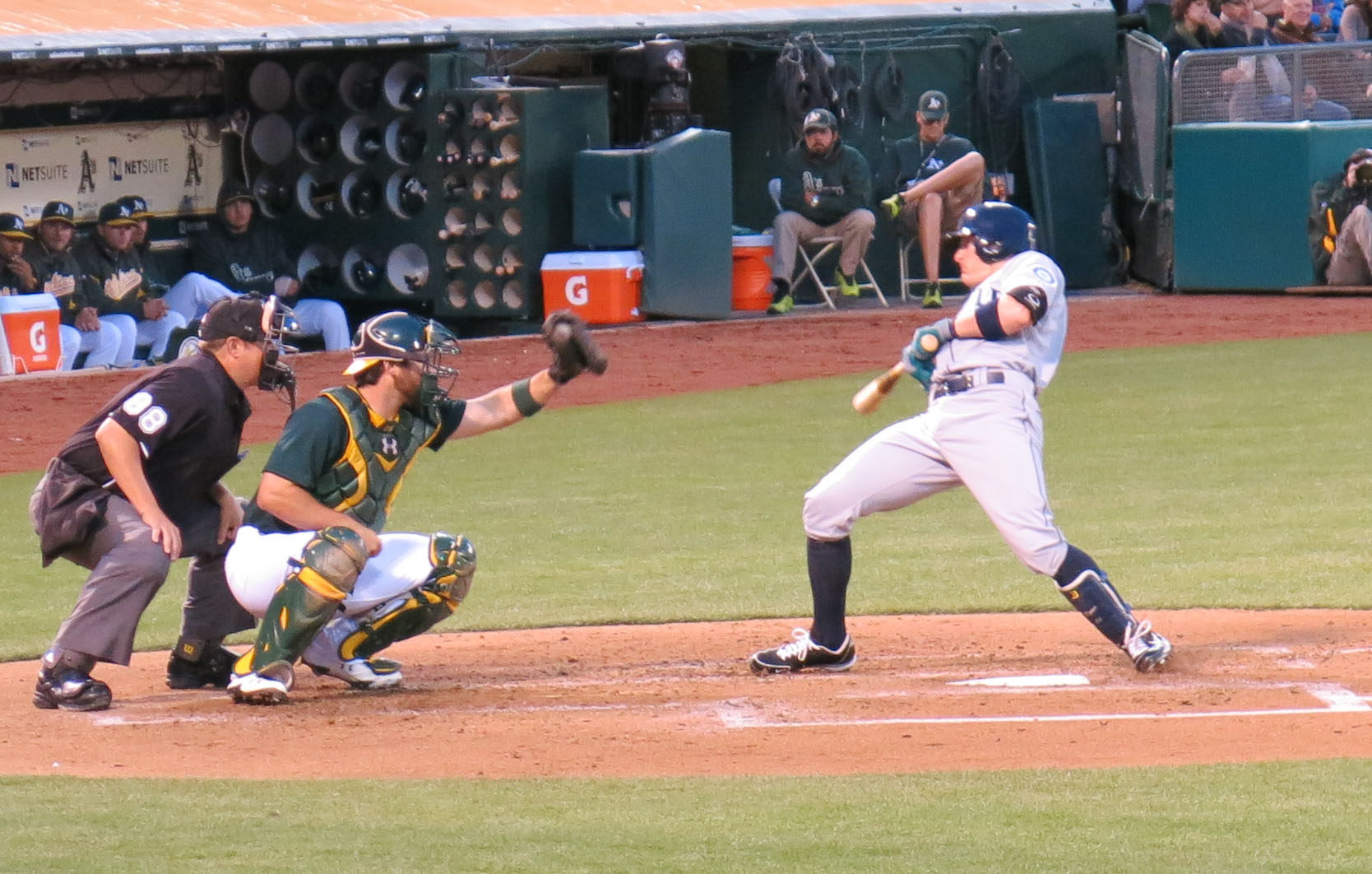
En slagman efter en brushback pitch.

Att kasta bollen nära slagmannen, så kallade brushback pitches, är ett vanligt och helt legitimt sätt att få slagmannen att backa en aning från hemplattan. Riktas kastet nära slagmannens huvud kallas det ibland chin music eller bean ball och är mycket mer kontroversiellt. Pitchers som har rykte om sig att kasta sådana kast kallas ibland headhunters. Att avsiktligen träffa slagmannen med ett kast är däremot inte tillåtet och kan vara mycket farligt. Om domaren misstänker att en pitcher avsiktligen träffat en slagman kan han utfärda en varning till pitchern och båda lagens tränare. Om samma sak därefter händer igen kan pitchern och dennes tränare (om tränaren tros ha beordrat det hela) bli utvisade. Allvarliga regelbrott, såsom att avsiktligt kasta mot slagmannens huvud, och de fall där domaren känner sig säker på att pitchern avsiktligen träffat slagmannen, kan leda till utvisning direkt utan varning.
Ibland, om en slagman uppträder kaxigt eller osportsligt eller bara har en ovanligt bra dag, händer det att pitchern avsiktligen träffar slagmannen med ett kast och låtsas som om han råkade tappa kontrollen över kastet. Det förekommer också att tränaren beordrar pitchern att kasta ett sådant kast, vilket kallas plunking. Dessa kast är ofta riktade mot slagmannens ryggslut och är inte så hårda. Avsikten är att göra en markering mot slagmannen. Motståndarna brukar ofta hämnas genom att göra likadant när det är deras tur att pitcha. Där brukar det sluta på grund av att domaren utfärdar en varning, men ibland går det längre och kan leda till att slagmannen springer fram till pitchern och börjar slåss och att alla spelare i båda lagen börjar bråka med varandra, så kallade bench-clearing brawls.

## Rättsliga följder
Eftersom det är tillåtet att kasta nära slagmannen har det juridiskt ansetts att det är en risk man tar när man spelar baseboll att man kan komma att träffas av ett kast. I en dom 2006 avgjorde Högsta domstolen i Kalifornien att en spelare som träffats av ett kast i en community college-match inte hade rätt till skadestånd, även om pitchern träffade honom avsiktligen och därför hade avsikt att skada honom.

## Major League Baseball

### Definition
I Major League Baseball (MLB) definieras en hit by pitch i paragraf 5.05(b)(2) i de officiella reglerna. Där sägs att slagmannen får avancera till första bas om han träffas av ett kast, som han inte försöker träffa med basebollträt, förutom i följande fall: 1) Bollen är i strikezonen när den träffar slagmannen eller 2) Slagmannen gör inget försök att undvika att bli träffad av kastet. Om bollen är i strikezonen när den träffar slagmannen ska kastet bedömas som en strike, oberoende av om slagmannen försöker undvika att bli träffad eller inte. Om bollen är utanför strikezonen ska kastet bedömas som en boll (engelska: ball) om slagmannen inte försöker undvika att bli träffad. I de fall slagmannen inte får avancera till första bas trots att han träffats, är bollen död och löpare ute på bas får inte heller avancera. Sedan 2019 görs den kommentaren till paragrafen att en slagman inte ska anses ha träffats av ett kast om bollen bara träffar spelarens smycken såsom till exempel halsband. Av legaldefinitionerna framgår vidare att om ett kast träffar slagmannen när han försöker träffa bollen med basebollträt ska kastet bedömas som en strike. Paragraf 5.06(c) förtydligar att även ett kast som bara träffar slagmannens kläder räknas som en hit by pitch. I paragraf 9.04 anges att en hit by pitch som inträffar när det finns löpare vid varje bas ska innebära att slagmannen får en run batted in (RBI).

### Utveckling
Regeln att en slagman får avancera till första bas om han träffas av ett kast infördes i MLB först 1887.
Genom åren har antalet hit by pitch i MLB förändrats ganska mycket. Under MLB:s första år, i slutet av 1800-talet och början av 1900-talet, var det en ganska vanlig företeelse som i början av 1900-talet inträffade ungefär i var tredje match som en klubb spelade. Därefter sjönk frekvensen drastiskt fram till 1930-talet, då en hit by pitch förekom ungefär i var tionde match. Sedan gick det litet upp och ned, men från och med 1990-talet har hit by pitch blivit vanligare igen, till och med vanligare än i början av 1900-talet. En förklaring till denna senare utveckling kan vara att slagmän i dag står närmare hemplattan än de gjorde förr.

### Skador
I MLB:s historia är det bara en spelare som avlidit efter att ha träffats av ett kast från en pitcher. Det ödet drabbade Ray Chapman, som träffades i huvudet i en match den 16 augusti 1920 och dog följande dag. På den tiden använde slagmännen inte hjälm, utan sådana infördes först på 1950-talet.
Även med hjälm kan man drabbas av allvarliga skador om man träffas i huvudet. Tony Conigliaro (1967) och Kirby Puckett (1995) är två exempel på spelare som skadats svårt, men det finns flera. Rookien Adam Greenberg träffades i huvudet och skadades svårt av det första kastet som han fick i sin MLB-debut med Chicago Cubs mot Florida Marlins 2005. Efter att aldrig ha återkommit som spelare i MLB bedrevs en gräsrotskampanj för att han skulle få en ny chans. 2012 fick han ett endagskontrakt med Marlins och en at bat som pinch hitter mot R.A. Dickey, som dock gjorde en strikeout.
Mindre skador som kan bli följden av en hit by pitch är brutna fingrar, tår eller revben samt knä- eller ljumskskador.

### Tio i topp

#### Slagmän
| Nr | Slagman              | Säsonger                               | HBP |
| -- | -------------------- | -------------------------------------- | --- |
| 1  | Hughie Jennings†     | 1891–1903, 1907, 1909–1910, 1912, 1918 | 287 |
| 2  | Craig Biggio†        | 1988–2007                              | 285 |
| 3  | Tommy Tucker         | 1887–1899                              | 272 |
| 4  | Don Baylor           | 1970–1988                              | 267 |
| 5  | Jason Kendall        | 1996–2010                              | 254 |
| 6  | Ron Hunt             | 1963–1974                              | 243 |
| 7  | Dan McGann           | 1896, 1898–1908                        | 230 |
| 8  | Chase Utley          | 2003–2018                              | 204 |
| 9  | Frank Robinson†      | 1956–1976                              | 198 |
| 10 | Minnie Miñoso†       | 1949, 1951–1964, 1976, 1980            | 192 |
| Nr | Bästa aktiva slagman | Säsonger                               | HBP |
| 20 | Anthony Rizzo*       | 2011–                                  | 155 |

| Nr | Slagman              | Säsong | HBP |
| -- | -------------------- | ------ | --- |
| 1  | Hughie Jennings†     | 1896   | 51  |
| 2  | Ron Hunt             | 1971   | 50  |
| 3  | Hughie Jennings†     | 1897   | 46  |
| 3  | Hughie Jennings†     | 1898   | 46  |
| 5  | Dan McGann           | 1898   | 39  |
| 6  | Dan McGann           | 1899   | 37  |
| 7  | Curt Welch           | 1891   | 36  |
| 8  | Don Baylor           | 1986   | 35  |
| 9  | Craig Biggio†        | 1997   | 34  |
| 9  | Curt Welch           | 1890   | 34  |
| Nr | Bästa aktiva slagman | Säsong | HBP |
| 17 | Anthony Rizzo*       | 2015   | 30  |

* Aktiva spelare i MLB i fet stil

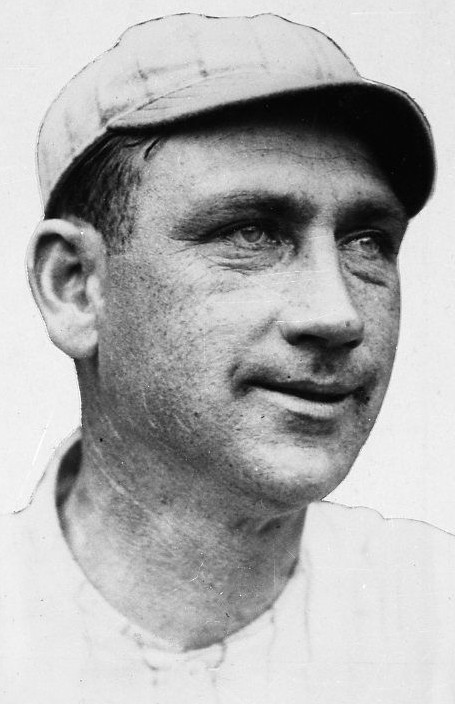
Hughie Jennings har flest hit by pitch under karriären.

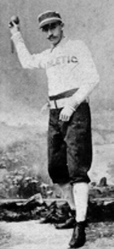
Gus Weyhing har flest hit batsmen under karriären.

† Spelare invalda i National Baseball Hall of Fame

#### Pitchers
| Nr | Pitcher                | Säsonger             | HB  |
| -- | ---------------------- | -------------------- | --- |
| 1  | Gus Weyhing            | 1887–1896, 1898–1901 | 277 |
| 2  | Chick Fraser           | 1896–1909            | 219 |
| 3  | Pink Hawley            | 1892–1901            | 210 |
| 4  | Walter Johnson†        | 1907–1927            | 205 |
| 5  | Randy Johnson†         | 1988–2009            | 190 |
| 5  | Eddie Plank†           | 1901–1917            | 190 |
| 7  | Tim Wakefield          | 1992–1993, 1995–2011 | 186 |
| 8  | Tony Mullane           | 1881–1884, 1886–1894 | 185 |
| 9  | Joe McGinnity†         | 1899–1908            | 179 |
| 10 | Charlie Hough          | 1970–1994            | 174 |
| Nr | "Bästa" aktiva pitcher | Säsonger             | HB  |
| 52 | Charlie Morton*        | 2008–                | 121 |

| Nr  | Pitcher                | Säsong | HB |
| --- | ---------------------- | ------ | -- |
| 1   | Phil Knell             | 1891   | 54 |
| 2   | Frank Foreman          | 1891   | 43 |
| 3   | Gus Weyhing            | 1888   | 42 |
| 4   | Frank Foreman          | 1889   | 40 |
| 4   | Joe McGinnity†         | 1900   | 40 |
| 6   | Danny Friend           | 1896   | 39 |
| 7   | Gus Weyhing            | 1887   | 37 |
| 8   | Ed Doheny              | 1899   | 36 |
| 9   | Will White             | 1884   | 35 |
| 10  | Gus Weyhing            | 1889   | 34 |
| Nr  | "Bästa" aktiva pitcher | Säsong | HB |
| 145 | Trevor Bauer*          | 2019   | 19 |
| 145 | Cole Hamels*           | 2018   | 19 |
| 145 | Charlie Morton*        | 2014   | 19 |
| 145 | Justin Verlander*      | 2007   | 19 |

* Aktiva spelare i MLB i fet stil
† Spelare invalda i National Baseball Hall of Fame

### Övriga rekord
Rekordet för flest hit by pitch av en slagman under en match (sedan 1901) är tre, vilket hänt ett stort antal gånger, och rekordet för en inning är två, vilket hänt åtta gånger. Rookie-rekordet för flest hit by pitch av en slagman under en säsong är 29, satt av Tommy Tucker 1887.
Rekordet för flest hit batsmen av en pitcher under en match är sex, satt av Ed Knouff den 25 april 1887 och tangerat av John Grimes den 31 juli 1897. När det gäller en inning är rekordet tre hit batsmen, vilket hänt 32 gånger. Rekordet för flest innings pitched under en säsong utan en enda hit batsman är 327,0, satt av Alvin Crowder 1932.
Den slagman som flest säsonger haft flest hit by pitch i sin liga är Minnie Miñoso, som ledde American League tio olika säsonger. För pitchers är det Tommy Byrne, Don Drysdale, Howard Ehmke och Dave Stieb som delar den tvivelaktiga äran av att ha lett sin liga flest säsonger, fem, i antal hit batsmen.